# Al-Shaab Club
Al-Shaab Club was een professionele voetbalclub uit het emiraat/de stad Sharjah in de Verenigde Arabische Emiraten. De club ging in 2017 op in Sharjah FC.

## Geschiedenis
Al-Shaab Club won in 1993 de Beker van de Verenigde Arabische Emiraten. In de daaropvolgende Supercup werd landskampioen Al Ain FC na verlengingen verslagen, waardoor de club meteen een tweede prijs in de prijzenkast mocht bijzetten. In 1995 haalde Al-Shaab de finale van de Aziatische beker voor bekerwinnaars, maar daarin verloor het de finale van het Japanse Yokohama Flügels.
De bekerfinale van 1993 was uiteindelijk de enige die Al-Shaab winnend kon afsluiten. In 1982, 2001 en 2004 beet de club in het zand tijdens de finale.

## Erelijst
- Beker van de Verenigde Arabische Emiraten (1)

1992/93
- Supercup van de Verenigde Arabische Emiraten (1)

1993

## Bekende (ex-)spelers
- Godwin Attram
- Adnan Al Taliani
- Abdessalam Benjelloun
- Mohamed Kallon
- Josimar Lima
- Javad Nekounam

### Nederlandse (ex-)spelers
- Dries Boussatta
- Geert Brusselers

## Bekende (oud-)trainers
- Josef Hickersberger
- Čedomir Janevski
- Zlatko Kranjčar
- Luka Peruzović
- Željko Petrović
- Marius Șumudică
- Jan Versleijen
- Walter Zenga